# Ctimene invadens
Ctimene invadens là một loài bướm đêm trong họ Geometridae.